# 茲韋尼霍羅德 (梅利尼察-波迪利斯卡市鎮)
48°32′43″N 26°16′47″E / 48.54528°N 26.27972°E
茲韋尼霍羅德（羅馬化：Dzvenyhorod）是烏克蘭西部捷爾諾波爾州喬爾特基夫區梅利尼察-波迪利斯卡市鎮的村落，處於德涅斯特河畔，分別距離德涅斯特羅韋1.5公里和特魯布欽3公里，面積0.148平方公里，海拔高度178米，2001年人口269。